# Детская Новая волна 2010
Де́тская Но́вая Волна́ 2010 (англ. New Wave Junior 2010) — третий ежегодный международный конкурс-фестиваль популярной музыки «Детская Новая волна», который проходил с 20 по 22 августа 2010 года в международном центре «Артек» в Крыму. В конкурсе приняло участие 14 исполнителей из 8 стран. При этом изначально было подано более 5000 заявок. Прямая трансляция конкурса не осуществлялась, теле-версию конкурса транслировал телеканал «Россия-1».

## Место проведения
В 2010 году, после подписания меморандума о проведении конкурса под патронажем Президента Украины Виктора Януковича, местом проведения был выбран детский лагерь «Артек» в Крыму.
«Артек» — самый знаменитый пионерский лагерь СССР и визитная карточка Пионерской организации страны. Долгое время служил местом приёма делегаций из социалистических стран, а также глав государств ближнего и дальнего зарубежья.

## Формат

### Участники
В конкурсе принимали участие дети в двух возрастных категориях: от 8 до 12 лет и от 13 лет до 15 лет.

### Ведущие
Ведущими первого конкурсного дня стали Лера Кудрявцева, Доминик Джокер, Иван Дорн, Кристина Светличная и Кристина Чакветадзе. Во второй конкурсный день к составу ведущих присоединились Тимур Родригез и Юлия Ковальчук.

### Состав жюри
В состав жюри вошло 10 человек:
- Игорь Крутой (председатель)
- Сергей Лазарев
- Алсу
- Тимати
- Ирина Дубцова
- Ани Лорак
- Алексей Чумаков
- Нюша
- Alyosha
- Вера Брежнева

## Участники
В конкурсе участвовали 14 конкурсантов из 8 стран мира — Армении, Белоруссии, Италии, Китая, Латвии, Литвы, России и Украины. Все участники попали на конкурс пройдя полуфиналы европейского и российского отбора.

### Младшая категория
| Страна  | Участник               | 1-й день   | 2-й день   | Итог       | Место |
| ------- | ---------------------- | ---------- | ---------- | ---------- | ----- |
| Армения | Владимир Арзуманян     | 108 баллов | 107 баллов | 215 баллов | 3     |
| Италия  | Себастьяно Чичарелло   | 107 баллов | 109 баллов | 216 баллов | 2     |
| Латвия  | Группа «The King Boys» | 98 баллов  | 105 баллов | 203 балла  | 6     |
| Россия  | Анастасия Титова       | 105 баллов | 108 баллов | 213 баллов | 5     |
| Украина | Анастасия Грошко       | 104 балла  | 110 баллов | 214 баллов | 4     |
| Украина | Анастасия Петрик       | 110 баллов | 110 баллов | 220 баллов | 1     |

### Старшая категория
| Страна   | Участник             | 1-й день   | 2-й день   | Итог       | Место |
| -------- | -------------------- | ---------- | ---------- | ---------- | ----- |
| Армения  | Размик и его друзья  | 110 баллов | 110 баллов | 220 баллов | 1     |
| Беларусь | Катя Июньская        | 98 баллов  | 102 балла  | 200 баллов | 6     |
| Китай    | Зоу И                | 104 балла  | 101 баллов | 205 баллов | 4     |
| Литва    | Габриэль Мантушкайте | 106 баллов | 105 баллов | 211 баллов | 2     |
| Россия   | Кристина Селезнева   | 99 баллов  | 110 баллов | 209 баллов | 3     |
| Россия   | София Шамс           | 109 баллов | 102 балла  | 211 баллов | 2     |
| Украина  | Анна Кукса           | 94 балла   | 110 баллов | 204 балла  | 5     |
| Украина  | Виктория Петрик      | 110 баллов | 110 баллов | 220 баллов | 1     |

## Результаты
По результатам двух конкурсных дней гран-при конкурса в младшей категории получила украинка Анастасия Петрик, а гран-при в старшей категории разделили между собой два участника — Виктория Петрик из Украины, а также группа «Размик и его друзья» из Армении.
Второе место в младшей категории получил итальянец Себастиано Чичарелла. А второе место в старшей категории вновь разделили между собой два участника — София Шамс из России и литовка Габриэль Мантушкайте. Третья премия в младшей категории досталась Владимиру Арзуманяну из Армении, а в старшей категории россиянке Кристине Селезневой. Анастасия Петрик помимо первого места в младшей категории завоевала и приз зрительских симпатий.
| I место           | I место                             | II место             | II место                        | III место            | III место                             | Приз зрительских симпатий |
| Младшая категория | Старшая категория                   | Младшая категория    | Старшая категория               | Младшая категория    | Старшая категория                     | Приз зрительских симпатий |
| ----------------- | ----------------------------------- | -------------------- | ------------------------------- | -------------------- | ------------------------------------- | ------------------------- |
| Анастасия Петрик  | Размик и его друзья Виктория Петрик | Себастиано Чичарелла | София Шамс Габриэль Мантушкайте | Себастиано Чичарелла | Владимир Арзуманян Кристина Селезнева | Анастасия Петрик          |